# La noche de los mil gatos
La noche de los mil gatos (en inglés: Blood Feast) es una película de horror mexicana filmada en 1970 y estrenada en cines por la censura en 1972. Fue dirigida por el director René Cardona Jr., y protagonizada por Hugo Stiglitz, Anjanette Comer, Gerardo Zepeda y Zulma Faiad.

## Argumento
Un asesino en serie (Hugo Stiglitz) seduce a mujeres hermosas bajo falsas pretensiones, invitándolas a su rancho / castillo para proceder a matarlas de manera espantosa. Utiliza la carne de las mujeres para alimentar a una gran cantidad de gatos que guarda en un pozo, y mantiene sus cabezas como trofeos dentro de frascos de vidrio. Sin embargo, una mujer valiente a la que intenta matar logra escapar. Él la persigue pero sufre una lesión menor en la cara durante una pelea con ella. Además, los gatos escapan del pozo a través de un agujero en una valla (después de que la mujer le arroja una lanza pero falla), y al sentir la herida, atacan y devoran a Stiglitz. Finalmente, la mujer escapa con éxito en su automóvil ilesa.

## Recepción
La revista Shock Cinema se refirió a la cinta como «la peor película sobre felinos asesinos jamás rodada», destacando sus pésimas interpretaciones y lo rebuscado de su historia, aunque resaltando que se trata de una película superior a los últimos esfuerzos de Cardona como director. The Terror Trap le dio dos estrellas sobre cinco.

## Reparto
- Hugo Stiglitz como Hugo
- Anjanette Comer como Cathy
- Barbara Angely como Bárbara
- Christa Linder como Christa
- Tere Velásquez como Mujer que dispara palomas
- Zulma Faiad como Bailarina
- Gerardo Zepeda como Dorgo
- Jorge Russek como Esposo de Cathy
- Delia Peña Orta como Hija de Cathy
- John Kelly como Doctor varado
- Jorge Villamil como amante de Bailarina